# 8. Goya-gála
A 8. Goya-gála során az 1993-ban bemutatott spanyol filmeket értékelték. A jelölteket az Academy of Cinematographic Arts and Sciences of Spain választotta ki. A madridi Palacio de Congresosban tartott ceremóniát az Televisión Española közvetítette 1994. január 21-én. A műsor házigazdája Rosa Maria Sardà volt. A gála során Tony Leblanc kapta meg a tiszteletbeli Goya-díjat.

## Győztesek és jelöltek
A nyertesek félkövérrel jelölve.

### Fő díjak
| Legjobb film | Legjobb rendező |
| --- | --- |
| - Börtönbe mindenki! - A betolakodó - Sombras en una batalla | - Luis García Berlanga — Börtönbe mindenki! - Vicente Aranda — A betolakodó - Juanma Bajo Ulloa — A halott anya                                             |
| Legjobb férfi főszereplő | Legjobb női főszereplő |
| - Juan Echanove — Madregilda - Imanol Arias — A betolakodó - Javier Bardem — Aranyhere                                                                              | - Verónica Forqué — Kika - Carmen Maura — Sombras en una batalla - Emma Suárez — Vörös mókus                                                                |
| Legjobb férfi mellékszereplő | Legjobb női mellékszereplő |
| - Fernando Valverde — Sombras en una batalla - Juan Echanove — Édes bátyám - Javier Gurruchaga — Tirano Banderas                                                    | - Rosa Maria Sardà — ¿Por qué lo llaman amor cuando quieren decir sexo? - María Barranco — Vörös mókus - Rossy de Palma — Kika                              |
| Legjobb eredeti forgatókönyv | Legjobb adaptált forgatókönyv |
| - Sombras en una batalla — Mario Camus - Börtönbe mindenki! — Jorge García Berlanga, Luis García Berlanga - Madregilda — Ángel Fernández Santos, Francisco Regueiro | - Tirano Banderas — Rafael Azcona, José Luis García Sánchez - El amante bilingüe — Vicente Aranda - A pénz rabjai — Guillem-Jordi Graells, Gonzalo Herralde |
| Legjobb iberoamerikai film | Legjobb európai film |
| - Gatica, el mono — Argentína - Johnny egy kilója — Chile - Kopogtatások az ajtómon — Venezuela                                                                     | - Három szín: Kék — Lengyelország/Franciaország - Síró játék — Egyesült Királyság - Szilveszteri durranások — Egyesült Királyság                            |
| Legjobb új rendező | Legjobb eredeti filmzene |
| - Mariano Barroso — Édes bátyám - José Ángel Bohollo — Ciénaga - Arantxa Lazkano — Urte ilunak                                                                      | - Vörös mókus — Alberto Iglesias - ¿Por qué lo llaman amor cuando quieren decir sexo? — Manolo Tena - A betolakodó — José Nieto                             |

### Egyéb díjak
| Legjobb operatőr | Legjobb vágás |
| --- | --- |
| - El pájaro de la felicidad — José Luis Alcaine - A halott anya — Javier Aguirresarobe - Madregilda — José Luis López-Linares                                                                    | - Tirano Banderas — Pablo González del Amo - A betolakodó — Teresa Font - A halott anya — Pablo Blanco                                             |
| Legjobb látványtervezés | Legjobb gyártásvezető |
| - Tirano Banderas — Félix Murcia - Kika — Alain Bainée, Javier Fernández - Madregilda — Luis Vallés                                                                                              | - Tirano Banderas — José Luis García Arrojo - Börtönbe mindenki! — Ricardo García Arrojo - Kika — Esther García                                    |
| Legjobb hang | Legjobb vizuális effektusok |
| - Börtönbe mindenki! — Gilles Ortion, Daniel Goldstein, Manuel Cora, Alberto Herena, Enrique Quintana - El pájaro de la felicidad — Carlos Faruolo - Kika — Jean-Paul Mugel, Graham V. Hartstone | - A halott anya — Hipólito Cantero - Kika — Olivier Gleyze, Yves Domenjoud, Jean-Baptiste Bonetto - Madregilda — Reyes Abades                      |
| Legjobb jelmeztervezés | Legjobb smink |
| - Tirano Banderas — Andrea D'Odorico - Kika — José María De Cossío - Madregilda — Gumersindo Andrés                                                                                              | - Tirano Banderas — Solange Aumaitre, Magdalena Álvarez - Kika — Gregorio Ros, Jesús Moncusi - Madregilda — Odile Fourquin, María Del Mar Paradela |
| Legjobb rövidfilm | Legjobb rövid dokumentumfilm |
| - Perturbado - Ivorsi - Maldita suerte - Quien mal anda mal acaba | - Verano en la universidad - Cita con Alberto - El largo viaje de Rústico - Walter Peralta                                                         |

## Fordítás
- Ez a szócikk részben vagy egészben  a(z)   8th Goya Awards című angol Wikipédia-szócikk fordításán alapul.  Az eredeti cikk szerkesztőit annak laptörténete sorolja fel. Ez a jelzés csupán a megfogalmazás eredetét és a szerzői jogokat jelzi, nem szolgál a cikkben szereplő információk forrásmegjelöléseként.